# Hyalomma lusitanicum
Hyalomma lusitanicum är en fästingart som beskrevs av Koch 1844. Hyalomma lusitanicum ingår i släktet Hyalomma och familjen hårda fästingar. Inga underarter finns listade i Catalogue of Life.